# Lễ hội quốc tế của các nhà soạn nhạc Kraków
Lễ hội quốc tế của các nhà soạn nhạc Kraków (Międzynarodowy Festiwal Kompozytorów Krakowskich) là một lễ hội âm nhạc đương đại được tổ chức tại thành phố Kraków, Ba Lan bắt đầu từ năm 1989. Đây là một trong hai lễ hội lớn của loại hình này được tổ chức hàng năm ở Ba Lan, còn lại là mùa thu Warsaw. Lễ hội giới thiệu nhiều buổi hòa nhạc của các nhà soạn nhạc có liên quan đến Kraków, cũng như các tác phẩm đương đại từ khắp nơi trên thế giới. Ngoài ra lễ hội còn tổ chức các hội thảo và bài giảng. Trách nhiệm chung cho lễ hội thuộc về chi nhánh Krakow thuộc Liên đoàn các nhà soạn nhạc Ba Lan. Từ khoảng năm 1993 cho đến năm 2013, lễ hội được đạo diễn bởi nhà âm nhạc học Jerzy Stankiewicz, và kể từ năm 2014, đạo diễn là Marcel Chyrzyński.
Lễ hội quốc tế các nhà soạn nhạc Kraków 2018 sẽ diễn ra từ ngày 14 đến 22 tháng 4; trang web chính thức của lệ hội có địa chỉ tại đây. Buổi hòa nhạc khai mạc của lễ hội sẽ được tổ chức tại Karol Szymanowski Philharmonic ở Kraków.